# Bpa Arbeitgeberverband
Der bpa Arbeitgeberverband e. V. (bpa AGV) ist eine tarifpolitische Vertretung für private Unternehmen der Sozialwirtschaft und hat seinen Sitz in Bonn. Das Hauptstadtbüro befindet sich in der Friedrichstraße in Berlin. Er ist Mitglied in der Bundesvereinigung der Deutschen Arbeitgeberverbände.

## Geschichte
Der bpa Arbeitgeberverband e. V. wurde im Juni 2015 von 38 Unternehmen der Altenpflege, der Kinder- und Jugendhilfe sowie der Behindertenhilfe und dem Bundesverband privater Anbieter sozialer Dienste e. V. (bpa) gegründet. Gründungsmitglieder sind sowohl kleinere und mittlere (Familien)-Unternehmen als auch die größten Unternehmen der Pflegebranche.
Der bpa Arbeitgeberverband wurde gegründet, um die tarif- und arbeitsrechtspolitischen Interessen von ambulanten und (teil-)stationären Einrichtungen der Altenpflege, der Kinder- und Jugendhilfe sowie der Behindertenhilfe in der privaten Sozialwirtschaft zu vertreten.
Mittlerweile hat der bpa Arbeitgeberverband über 4.000 Mitglieder, die rd. 190.000 Mitarbeiterinnen und Mitarbeiter beschäftigen (Stand: 17. September 2019). Der bpa Arbeitgeberverband ist bundesweit aktiv.

## Organisation
Der bpa Arbeitgeberverband ist ein eingetragener Verein (e. V.).
Organe sind die Mitgliederversammlung, der Vorstand und das Präsidium.
Die Mitgliederversammlung wird einmal im Kalenderjahr einberufen.
Der Vorstand des Verbandes besteht aus dem Präsidenten und dessen Stellvertreter, sie werden von der Mitgliederversammlung jeweils für zwei Jahre gewählt.
Mitglieder des Präsidiums sind der Präsident und der stellvertretende Präsident sowie bis zu drei vom Vorstand aus seiner Mitte gewählte weitere Mitglieder. Innerhalb des Präsidiums sollen Vertreter tarifgebundener Mitglieder angemessen repräsentiert sein.
Präsident ist seit der Gründung 2015 Rainer Brüderle, Bundesminister für Wirtschaft und Technologie, a. D. Bernd Meurer, der zugleich Präsident des bpa ist, bekleidet das Amt des stellvertretenden Präsidenten.
Hauptamtliche Geschäftsführerin wird ab 1. Oktober 2024 Gesa von dem Bussche.

## Aufgaben
Der bpa Arbeitgeberverband vertritt die Interessen seiner Mitglieder in tarif-, sozial-, arbeitsmarkt- und gesellschaftspolitische Fragen gegenüber Politik, Tarifpartnern und Gesellschaft.
Daneben berät der bpa Arbeitgeberverband seine Mitglieder in arbeitsrechtlichen Fragen, wobei die Rechtsberatung lediglich als Nebenzweck verfolgt wird.
Seit seiner Gründung nimmt der Verband vielfältige Aufgaben wahr. So vertrat Rainer Brüderle 2017 den Verband in der Pflegekommission, die auf Bundesebene den Pflegemindestlohn bis 2020 neu vereinbart hat. Auch 2019 wurde Rainer Brüderle in Pflegekommission berufen, die im Januar 2020 drei neue Pflegemindestlöhne vorgeschlagen hat.
Der bpa Arbeitgeberverband ist die tarifpolitische Vertretung für private Träger von Pflegediensten sowie Senioren-, Behinderten-, Kinder und Jugendeinrichtungen. Seine Mitglieder sind sowohl kleine als auch mittelständische und große Träger.
Der bpa Arbeitgeberverband stellt den privaten Pflegediensten und -einrichtungen Arbeitsvertragsrichtlinien zur Verfügung, die aus einem bundeseinheitlichen Mantel (Rahmen) und landesspezifischen Entgelttabellen bestehen. Ferner nimmt der bpa Arbeitgeberverband regelmäßig zu Fragen der Gesetzgebung des Arbeitsrechts Stellung.